# Turovi Szent Cirill
Turovi Szent Cirill (belaruszul: Кірыла Тураўскі, oroszul: Кирилл Туровский), (1130–1182) szentté avatott püspök, a Kijevi Rusz egyik első és legjelentősebb teológusa. A mai Fehéroroszország déli részén az egykori Turovi Fejedelemség fővárosában Turovban (belaruszul Turav) élt.

## Munkássága
Előkelő (feltehetőleg a hercegi) család sarja, fiatalon szerzetesnek állt, később Turov püspöke lett. Fennmaradt beszédei, levelei, imádságai a 12. századi orosz szónoklat magas szintjéről, a bizánci és az ókori hagyományok ismeretéről és tudatos használatáról tanúskodnak. Beszédeiben gyakran használt alliterációkat, párhuzamokat és egyéb retorikai eszközöket, felépítésük dramatikus. Legköltőibb a Szlovo na antyipaszhu (Fominu nyegyelju) (Beszéd Szent Tamás hetére), amelyben az emberiség lelki megújulását az induló kereszténységben a természet tavaszi újjászületésével állította párhuzamba.
A szláv mitológia isteneiről a korai középkori nyelvemlékek, mint a Régmúlt idők elbeszélése (Повесть временных лет, 1113 körül), az Ipatyij-évkönyv, az Igor-ének, a 12. század végén Kirill Turovszkij írásai adnak hírt.

## Hitvallása
Az egyébként életigenlő, optimista érzületű Turovi Cirill püspök imádságai szerint – melyeket egészen korunkig, a legújabb időkig használtak a hívek – az ember nyomorult bűnös, a gonosz lélek erőtlen játékszere, és elesettségéből csak Isten kegyelme mentheti ki, ha ennek leesdésére nem lenne teljességgel méltatlan. Az ördög leskelődik bennünk. „Lelkem ellensége a szívemben lakik s hitemnek utolsó maradékától is meg akar fosztani, csak a kedvező pillanatra vár.”